# Freiberg am Neckar
Freiberg am Neckar es una ciudad alemana perteneciente al distrito de Luisburgo de Baden-Wurtemberg.
A 31 de diciembre de 2019 tiene 15 968 habitantes.
La localidad fue fundada en 1972 como resultado de la fusión de tres municipios colindantes: Beihingen am Neckar, Geisingen am Neckar y Heutingsheim. Los tres pueblos habían aumentado notablemente su población en el siglo XX al integrarse en el área metropolitana de Stuttgart. El topónimo "Freiberg" lo recibió de una familia noble que gobernaba el castillo de Beihingen en el siglo XVI. En 1982, el recién creado municipio recibió el título de ciudad.
Se ubica sobre la carretera A81, en la periferia septentrional de Luisburgo, a orillas del río Neckar.